# لیلی الیس
لیلی الیس (به انگلیسی: Lily Elise) (زاده ۲۰ فوریهٔ ۱۹۹۱) خواننده و ترانه‌سرا آمریکایی است.